# John Michell
John Michell (Nottinghamshire, 25 de dezembro de 1724 — Yorkshire, 29 de abril de 1793) foi um inglês filósofo naturalista, clérigo e geólogo que trabalhou muitos temas e forneceu intuições pioneiras em uma ampla gama de campos científicos, da astronomia à geologia, óptica e gravitação. Considerado "um dos maiores cientistas desconhecidos de todos os tempos", ele foi a primeira pessoa conhecida a propor a existência de buracos negros em publicação, o primeiro a sugerir que terremotos se propagam em ondas, o primeiro a explicar como manufaturar ímãs artificiais e o primeiro a aplicar estatísticas ao estudo do cosmos, reconhecendo que estrelas duplas eram um produto de gravitação mútua. Ele também inventou um aparelho para medir a massa da Terra. Ele foi chamado de pai da sismologia e pai da magnetometria.
De acordo com um jornalista científico, "algumas especificidades do trabalho de Michell realmente parecem arrancadas das páginas de um livro de astronomia do século XX". A American Physical Society (APS) descreveu Michell como estando "tão à frente de seus contemporâneos científicos que suas ideias permaneceram na obscuridade, até que foram reinventadas mais de um século depois". A APS afirma que, embora "ele tenha sido um dos cientistas mais brilhantes e originais de seu tempo, Michell permanece praticamente desconhecido hoje, em parte porque ele pouco fez para desenvolver e promover suas próprias ideias inovadoras".  Em 1910, Sir Edmund Whittaker observou que, durante o século após a morte de Newton, "o único filósofo natural de distinção que viveu e ensinou em Cambridge foi Michell", embora suas "pesquisas pareçam ter atraído pouca ou nenhuma atenção entre seus contemporâneos colegiados e sucessores, que silenciosamente concordaram quando suas descobertas foram atribuídas a outros e permitiram que seu nome perecesse inteiramente da tradição de Cambridge".
Não há retrato sobrevivente de Michell; diz-se que ele era "um homenzinho baixo, de pele negra e gordo" e que "era considerado um homem muito engenhoso e um excelente filósofo", de "ampla latitude na crença religiosa".

## Obra científica
Em 1750, Michell publicou em Cambridge um trabalho de oitenta páginas, intitulado "Um Tratado de Ímãs Artificiais", no qual ele apresentava um método fácil e rápido de produzir ímãs superiores aos melhores ímãs naturais. Além da descrição do método de magnetização que ainda leva seu nome, este trabalho contém uma variedade de observações precisas sobre o magnetismo e apresenta uma exposição lúcida da natureza da indução magnética.
A certa altura, Michell tentou medir a pressão de radiação da luz concentrando a luz do sol em um lado de uma agulha de bússola. O experimento não foi um sucesso: a agulha derreteu.

### Geologia e sismologia
Até o final do século XX, Michell era considerado importante principalmente por causa de seu trabalho em geologia. Seu ensaio geológico mais importante, escrito após o terremoto de Lisboa em 1755, foi intitulado "Conjecturas sobre a Causa e Observações sobre os Fenômenos dos Terremotos" (Philosophical Transactions, li. 1760). Neste artigo, ele introduziu a ideia de que terremotos se espalham como ondas pela Terra e que envolvem deslocamentos em estratos geológicos agora conhecidos como falhas. Ele foi capaz de estimar o epicentro e o foco do terremoto de Lisboa, e também pode ter sido o primeiro a sugerir que um tsunami é causado por um terremoto submarino.
O ensaio de Michell não apenas forneceu informações sobre terremotos, mas também, de maneira mais ampla, representou um avanço no entendimento da geologia da crosta terrestre. Ele reconheceu que a Terra é composta "de estratos regulares e uniformes", alguns dos quais seriam interrompidos por convulsões. "A parte mais importante do artigo sobre o terremoto de Michell", na visão de um comentarista, "é o relato que contém do que agora é conhecido como 'a crosta da Terra'." Exibindo um notável conhecimento dos estratos geológicos em várias partes da Inglaterra e no exterior, ele desenhou em suas próprias observações para avançar a compreensão da estratigrafia sedimentar e foi o primeiro a definir a estratigrafia mesozoica no Reino Unido.
Em 1760, como resultado desse trabalho, ele foi eleito membro da Royal Society.
Uma carta de 1788 a Henry Cavendish indicava que Michell continuava interessado em geologia várias décadas depois de seu trabalho sobre terremotos.

### Magnetismo
Michell estudou o magnetismo e descobriu a "lei do quadrado inverso", o fato de que a força magnética exercida por cada polo de um ímã diminui proporcionalmente ao quadrado da distância entre eles. Seu artigo de 1750, Tratado sobre Ímãs Artificiais, escrito para marinheiros e fabricantes de instrumentos e destinado a ser um manual prático sobre como fazer ímãs, incluía uma lista das "Propriedades dos Corpos Magnéticos" que representava uma importante contribuição para a compreensão do magnetismo.  

### Gravidade

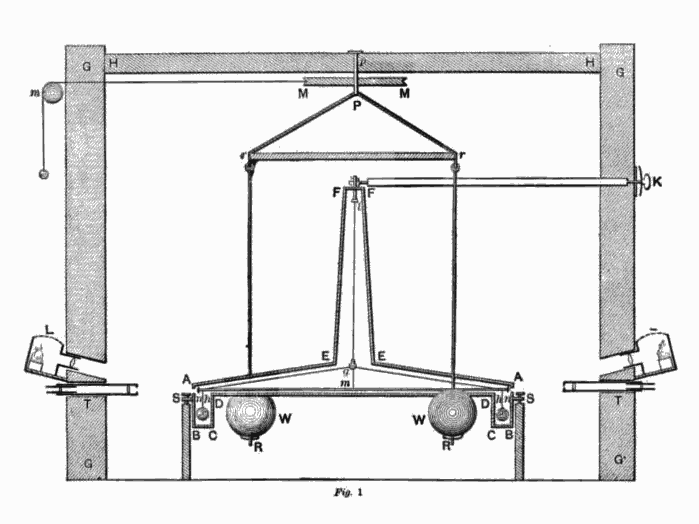
A balança de torção de Michell, usada no experimento de Cavendish

Michell criou uma balança de torção para medir a massa da Terra, mas morreu antes que ele pudesse usá-la. Seu instrumento passou para as mãos de seu amigo de longa data Henry Cavendish, que realizou pela primeira vez em 1798 o experimento agora conhecido como Experimento de Cavendish. Colocando duas bolas de chumbo de 1 kg nas extremidades de uma haste de seis pés, ele suspendeu a haste horizontalmente por uma fibra presa ao centro. Então ele colocou uma bola de chumbo enorme ao lado de cada uma das pequenas, causando uma atração gravitacional que levou a vara a girar no sentido horário. Medindo o movimento da haste, Cavendish conseguiu calcular a força exercida por cada uma das bolas grandes nas bolas de 1 kg. A partir desses cálculos, ele foi capaz de fornecer uma estimativa precisa da constante gravitacional e da massa e densidade média da Terra. Cavendish deu a Michell todo o crédito por sua conquista.

Em 1987, o pesquisador de gravidade A. H. Cook escreveu:
O avanço mais importante em experimentos de gravitação e outras medidas delicadas foi a introdução da balança de torção por Michell e seu uso por Cavendish. Desde então, tem sido a base de todos os experimentos mais significativos sobre gravitação. 

### Estrelas duplas
Michell foi a primeira pessoa a aplicar a nova matemática da estatística ao estudo das estrelas e demonstrou em um artigo de 1767 que muito mais estrelas ocorrem em pares ou grupos do que uma distribuição perfeitamente aleatória poderia explicar. Ele concentrou sua investigação no aglomerado de Plêiades e calculou que a probabilidade de encontrar um agrupamento tão próximo de estrelas era de cerca de um em meio milhão. Ele concluiu que as estrelas nesses sistemas estelares duplos ou múltiplos podem ser atraídas umas pelas outras por força gravitacional, fornecendo, assim, a primeira evidência da existência de estrelas binárias e aglomerados de estrelas. Seu trabalho sobre estrelas duplas pode ter influenciado a pesquisa de seu amigo Herschel sobre o mesmo tópico.

### Buracos negros
Ele foi o primeiro a colocar em hipótese a existência de estrelas compactas e de massa tão superior a ponto de criar uma força gravitacional tão forte que até a luz não poderia escapar de sua ação. Essa hipótese surgiu no ano de 1783 num artigo das Transações Filosóficas da Sociedade Real de Londres, lido em 27 de novembro de 1783, sendo proposta pela primeira vez a ideia de que existiam coisas como buracos negros, que ele chamou de "estrelas escuras". Tendo aceitado a teoria corpuscular da luz de Newton, que postulava que a luz consiste em partículas minúsculas, ele argumentou que essas partículas, quando emanadas por uma estrela, seriam mais lentas por sua força gravitacional e pensou que seria, portanto, possível determinar a massa da estrela com base na redução da velocidade. Essa percepção levou, por sua vez, ao reconhecimento de que a força gravitacional de uma estrela poderia ser tão forte que a velocidade de escape excederia a velocidade da luz. Michell calculou que esse seria o caso de uma estrela com mais de 500 vezes o tamanho do Sol. Como a luz não seria capaz de escapar de uma estrela assim, seria invisível. Nas suas próprias palavras:
Se realmente deva existir na natureza corpos cuja densidade não é menor que a do sol e cujos diâmetros são mais de 500 vezes o diâmetro do sol, uma vez que a luz deles não poderia chegar até nós; ou se existirem outros corpos de tamanho um pouco menor, que não sejam naturalmente luminosos; da existência de corpos nessas circunstâncias, não poderíamos ter informações à vista; todavia, se qualquer outro corpo luminoso revolver sobre eles, talvez ainda, pelos movimentos desses corpos rotativos, possamos inferir a existência dos centrais com algum grau de probabilidade, pois isso pode fornecer uma pista para algumas das aparentes irregularidades dos corpos rotativos, que não seriam facilmente explicáveis em nenhuma outra hipótese; mas como as consequências de tal suposição são muito óbvias e a consideração delas um pouco além do meu objetivo atual, não as procurarei mais.

— John Michell, 1784
Michell sugeriu que poderia haver muitas "estrelas escuras" no universo, e hoje os astrônomos acreditam que os buracos negros realmente existem no centro da maioria das galáxias. Da mesma forma, Michell propôs que os astrônomos pudessem detectar "estrelas escuras" ao olhar por sistemas estelares que se comportassem gravitacionalmente como duas estrelas, mas onde apenas uma estrela poderia ser vista. Michell argumentou que isso mostraria a presença de uma "estrela negra". Foi uma previsão extraordinariamente precisa. Todas as dezenas de buracos negros estelares candidatos em nossa galáxia (a Via Láctea) estão em sistemas binários compactos de raios-X.
As ideias de Michell sobre gravidade e luz interessaram William Herschel, que tentou testá-las com seus poderosos telescópios. Alguns anos depois que Michell surgiu com o conceito de buracos negros, o matemático francês Pierre-Simon Laplace sugeriu essencialmente a mesma ideia em seu livro de 1796, Exposition du Système du Monde.
Foi escrito que Michell estava tão à frente do seu tempo em relação aos buracos negros que a ideia "causou pouca impressão" em seus contemporâneos. Mais recentemente que Michell ficou conhecido por sua carta a Cavendish, publicada em 1784, sobre o efeito da gravidade na luz. Este artigo foi redescoberto na década de 1970 e agora é reconhecido por antecipar várias ideias astronômicas que foram consideradas inovações do século XX. Michell agora é creditado por ser o primeiro a estudar o caso de um objeto celeste com massa suficiente para impedir que a luz escape (o conceito de velocidade de escape era bem conhecido na época). O raio mínimo clássico para fuga, assumindo que a luz se comporta como partículas de matéria, é numericamente igual ao raio de Schwarzschild na relatividade geral. "Ele morreu em obscuridade silenciosa", afirma a American Physical Society, "e sua noção de uma 'estrela negra' foi esquecida até que seus escritos voltassem à tona na década de 1970".

### Telescópios
Michell construiu telescópios para seu próprio uso. Um deles, um telescópio refletor com uma distância focal de 10 pés e uma abertura de 30 polegadas, foi comprado pelo ilustre astrônomo William Herschel após a morte de Michell. Os dois homens tinham muitos interesses em comum e trocaram cartas pelo menos duas vezes, mas apenas um registro sugere que eles já se conheceram. Herschel registrou ter visitado e visto o telescópio de Michell enquanto estava na área em 1792. Michell já era frágil e seu telescópio estava em mau estado. No ano seguinte, Herschel comprou o telescópio por 30 libras.

## Outras atividades profissionais
Michell também escreveu um artigo sobre pesquisa que seu biógrafo descreveu como "elegante" em teoria. Michell foi eleito membro da Royal Society. Ele foi convidado pela primeira vez para as reuniões da Royal Society em 1751 como convidado de Sir George Savile, que se tornaria seu patrono. Mais tarde, ele participou de reuniões "uma a quatro vezes por ano", enquanto estava em Cambridge. Seu artigo sobre a causa dos terremotos foi lido ante a Sociedade, em 28 de fevereiro de 1760, levando a uma recomendação de Savile e outro membro de que Michell seria convidado a ingressar na Sociedade. Ele foi eleito membro em 12 de junho de 1760.
Michell seguiu seu trabalho em sismologia com trabalho em astronomia e, após publicar suas descobertas em 1767, serviu em um comitê astronômico da Royal Society.
Michell também sugeriu o uso de um prisma para medir o que agora é conhecido como desvio para o vermelho gravitacional, o enfraquecimento gravitacional da luz das estrelas devido à gravidade superficial da fonte. Michell reconheceu que algumas dessas ideias não eram tecnicamente práticas na época, mas escreveu que esperava que fossem úteis para as gerações futuras. Quando o artigo de Michell foi redescoberto quase dois séculos depois, essas ideias tinham sido reinventadas por outros.   
Ele foi educado no Queens 'College, Cambridge, e mais tarde tornou-se Membro do Queens'. Ele obteve seu diploma de mestrado em 1752 e bacharelado em divindade em 1761. Ele foi Tutor do Colégio de 1751 a 1763; Pré-eleitor em aritmética em 1751; Censor em Teologia em 1752; Preletor em Geometria em 1753; Preletor em Grego em 1755 e 1759; Tesoureiro Sênior em 1756; Preletor em Hebraico em 1759 e 1762; Censor em Filosofia e Examinador em 1760. "Ele foi nomeado reitor de St. Botolph, Cambridge, em 28 de março de 1760, e permaneceu vivo até junho de 1763". De 1762 a 1764, ele ocupou a Cadeira Woodwardiana de Geologia até ser obrigado a abandoná-la em seu casamento.
Michell passou a assumir posições clericais em Compton e depois em Havant, ambas em Hampshire. Durante esse período, ele buscou, sem sucesso, posições em Cambridge e como astrônomo real. Em 1767, ele foi nomeado reitor da Igreja de St. Michael em Thornhill, perto de Leeds, Yorkshire, Inglaterra, cargo que ocupou pelo resto da vida. Ele fez a maior parte de seu importante trabalho científico em Thornhill, onde morreu em 21 de abril de 1793, aos 68 anos. Ele está enterrado lá. Após a pressão local, uma placa azul foi posta na parede da igreja para comemorá-lo.  

## Vida pessoal
John Michell nasceu em 1724 em Eakring, em Nottinghamshire, filho de Gilbert Michell, padre, e Obedience Gerrard. Gilbert era filho de William Michell e Mary Taylor, de Kenwyn, na Cornualha; Obedience era filha de Ralph e Hannah Gerrard, de Londres.
Durante seus anos em Thornhill, ele recebeu visitantes como Benjamin Franklin, Joseph Priestley, Jan Ingenhousz e Henry Cavendish (o descobridor do hidrogênio). Michell escreveu para Franklin em 1767 descrevendo sua primeira visita a Thornhill, "o lugar para o qual eu disse que iria me mudar".
Priestley morou na vizinha Birstall por um tempo. Foi na reitoria de Michell em frente à igreja que Priestley e Ingenhousz se encontraram pela primeira vez. Na mesma reunião, John Smeaton foi apresentado a Benjamin Franklin e juntos eles viram o canal que Smeaton acabara de construir nas proximidades. Michell também ajudou Smeaton a revisar seu livro sobre o farol de Eddystone.
A primeira esposa de Michell foi Miss Williamson, "uma jovem de considerável fortuna", com quem se casou em 1764 e que infelizmente morreu apenas um ano depois, em 1765. Em 13 de fevereiro de 1773, em Newark, Nottinghamshire, casou-se com Ann Brecknock, filha de Matthew e Ann Brecknock de Nottinghamshire. Eles tiveram uma filha, Mary, que se casou com Thomas Turton, de Leeds.
O irmão mais novo de Michell, Gilbert, era um comerciante em Londres que mais tarde morou com Michell em Thornhill, onde os dois irmãos eram ativos no setor imobiliário local, adquirindo muitas propriedades no West Riding de Yorkshire.  

## Publicações selecionadas
- Observations on the Comet of January 1760 at Cambridge, Philosophical Transactions (1760)
- Conjectures Concerning the Cause and Observations upon the Phaenomena of Earthquakes, ibid. (1760)
- A Recommendation of Hadley's Quadrant for Surveying, ibid. (1765)
- Proposal of a Method for measuring Degrees of Longitude upon Parallels of the Equator, ibid. (1766)
- An Inquiry into the Probable Parallax and Magnitude of the Fixed Stars, ibid. (1767)
- On the Twinkling of the Fixed Stars, ibid. (1767)
- Michell, John (27 de novembro de 1783), «On the Means of Discovering the Distance, Magnitude, &c. of the Fixed Stars, in Consequence of the Diminution of the Velocity of Their Light, in Case Such a Diminution Should be Found to Take Place in any of Them, and Such Other Data Should be Procured from Observations, as Would be Farther Necessary for That Purpose. By the Rev. John Michell, B. D. F. R. S. In a Letter to Henry Cavendish, Esq. F. R. S. and A. S.», The Royal Society, Philosophical Transactions of the Royal Society of London, ISSN 0080-4614, 74: 35–57, JSTOR 106576, doi:10.1098/rstl.1784.0008